# Ludgarda (księżna bytomska)
Ludgarda, Lukarda (ur. 1310, zm. między 3 czerwca 1362 a 26 stycznia 1369) – księżna bytomsko-kozielska.

## Życiorys

### Pochodzenie
Była prawdopodobnie córką Henryka II Lwa, księcia meklemburskiego i Anny, córki Albrechta II, księcia saskiego. W literaturze panuje też pogląd, iż była córką Przybysława II, księcia meklemburskiego i Katarzyny, córki Mściwoja II, księcia pomorskiego. O pochodzeniu Ludgardy dowiadujemy się jedynie z dwóch bulli papieskich z lat 1328 i 1342, z których wynika, iż była ona spokrewniona z Ottonem I, księciem szczecińskim oraz z pierwszą żoną Władysława bytomskiego Beatrycze brandeburską, córką margrabiego Ottona V Długiego z dynastii askańskiej. 

### Małżeństwo z Władysławem
W 1327 Ludgarda została żoną Władysława, księcia bytomsko-kozielskiego. Małżeństwo zostało zawarte prawdopodobnie za pośrednictwem Władysława Łokietka w okresie jego zbliżenia się do książąt zachodniopomorskich (przymierze z 18 czerwca 1325). Za życia męża brak śladów jej działalności. Owdowiała w 1352. Tytułem swego wiana otrzymała w dożywocie Bytom, w którym sprawowała władzę do swojej śmierci. Po śmierci męża wystawiała dokumenty jako księżna bytomska i cieszyła się szacunkiem. 

### Śmierć
Dokładna data śmierci Ludgardy nie została ustalona. Przyjmuje się, że zmarła pomiędzy 3 czerwca 1362 (ostatnia wzmianka o niej jako żyjącej), a przed 26 stycznia 1369 (data dokumentu podziałowego księstwa i miasta Bytomia - gdyby żyła, dokument musiałby o niej wspomnieć). Ponieważ ostatnie lata spędziła w Bytomiu należy przypuszczać, że została pochowana w jednym z bytomskich kościołów.

## Potomstwo
Z małżeństwa z Władysławem narodziło się troje dzieci: 
- Bolesław – książę bytomski,
- Beatrycze (ur. 1335–1344, zm. 1364) – wydana za hrabiego Bertolda von Hardeck, burgrabiego Magdeburga,
- Elencza (zm. 1339) – mniszka w klasztorze dominikanek, (obecnie Parafia Wniebowzięcia Najświętszej Maryi Panny w Raciborzu) w Raciborzu.

Była prawdopodobnie także matką Katarzyny (zm. 1382 lub 1383), która została ksienią w Trzebnicy po śmierci swej siostry przyrodniej Agnieszki.